# Loomi

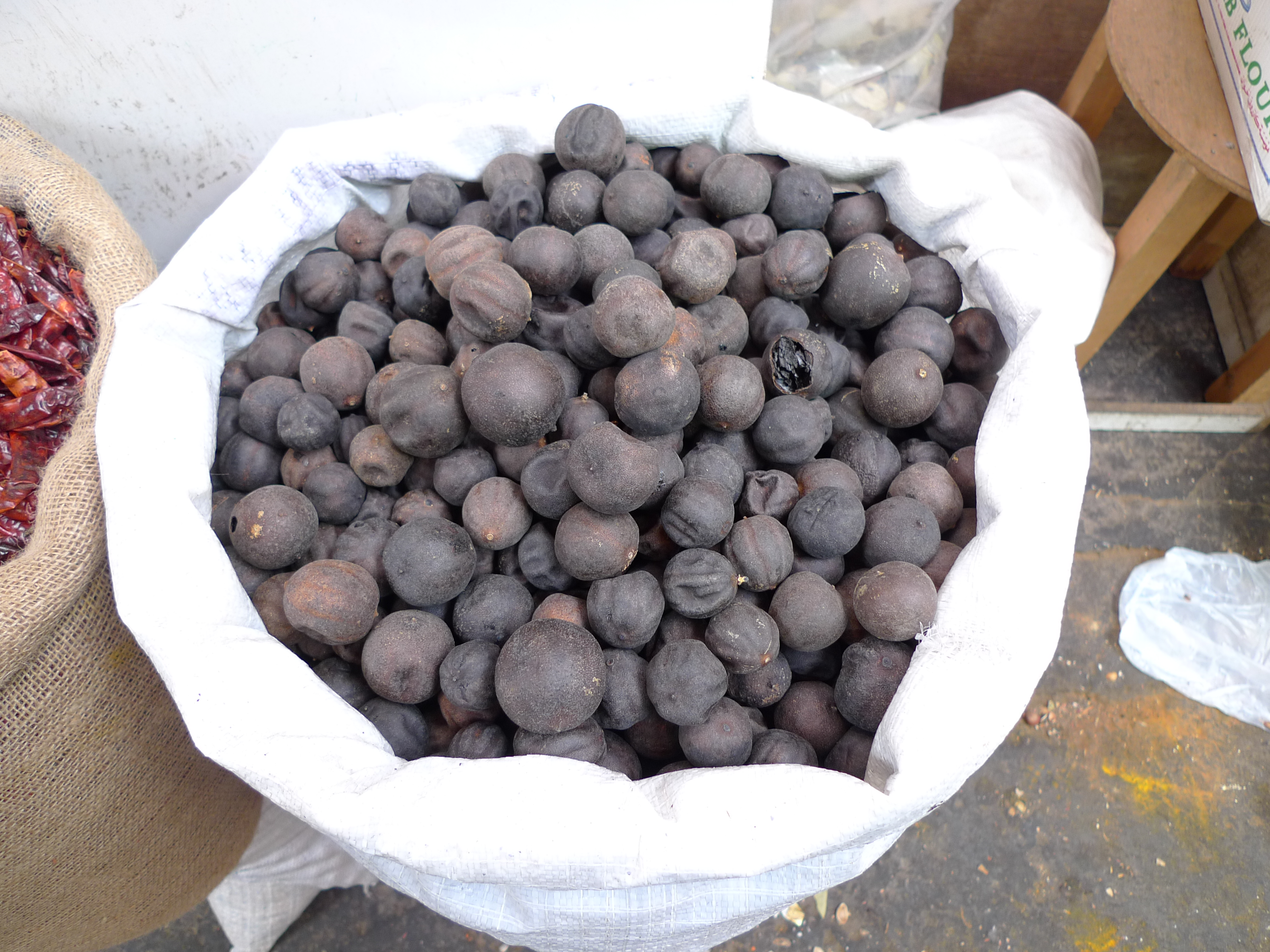
Loomis enteros a la venta en el mercado de Manama (Baréin).

El loomi o limón negro es un ingrediente tradicional de la cocina persa elaborado con limas secas. También puede encontrarse en los países árabes vecinos, como Irak, Kuwait y Baréin.
Los loomis se hacen hirviendo limas maduras en agua con sal, y dejándolas luego secar al sol hasta que el interior se vuelve negro. El color exterior varía de canela a negro. Se venden enteros o molidos.